# Георгиевский, Сергей Михайлович
Сергей Михайлович Георгиевский (7 октября 1851 года — 26 июля 1893 года) — русский учёный-китаевед. Окончил историко-филологический факультет Московского университета (1873) и факультет восточных языков Петербургского университета (1880). С 1886 г. — приват-доцент Петербургского университета.
Георгиевский — один из первых русских китаеведов, занимавшихся изучением истории Древнего Китая. В магистерской диссертации «Первый период китайской истории (до императора Цинь-ши-хуанъ-ди)» (СПБ, 1885) описал политическую историю чжоуского Китая. В докторской диссертации «Анализ иероглифической письменности китайцев, как отражающий в себе историю жизни древнего китайского народа» (СПБ, 1888) и в книге «О корневом составе китайского языка, в связи с вопросом о происхождении китайцев» (СПб, 1888) Георгиевский стремился показать образ жизни древних китайцев, истоки древнекитайской культуры. В ряде работ Георгиевский касался проблем духовной культуры Китая, моральных принципов конфуцианства.
Экстраординарный профессор С.-Петербургского университета по кафедре китайской словесности.

## Биография
Сын священника; родился в гор. Костроме 7 октября 1851 года. Окончив Костромскую гимназию в 1868 году с золотой медалью и Московский университет в 1873 году кандидатом историко-филологического факультета. 1 июля 1873 года назначен преподавателем русского языка и истории в Костромские реальное училище и женскую гимназию, где прослужил до 23 июня 1875 года. Осенью того же года поступил в С.-Петербургский университет, прослушал полный курс по китайско-маньчжуро-монгольскому разряду факультета восточных языков и окончил его в числе лучших кандидатов.
20 октября 1880 года поступил на службу торгового дома Боткиных и отправился морем в Китай (в Ханкоу), но скоро оставил службу и поехал в Пекин, где усердно изучал в библиотеке тамошней миссии литературные памятники Дальнего Востока; совершил поездку в Калган и в землю чахаров. Всего в Китае он пробыл около двух лет (по 1 ноября 1882 г.). Вернувшись в С.-Петербург, Г. с 1 января 1883 г. был причислен к университету на два года со стипендией для приготовления к профессорскому званию по кафедре китайской словесности. В 1885 году сдал экзамен на степень магистра китайской истории и словесности, а 10 ноября того же года блестяще защитил диссертацию: «Первый период китайской истории» (СПб., 1885 г.).
Г. был единственный магистр китайской словесности, посвятивший себя специальному изучению Китая. Диссертация Г., основанная главным образом на сочинениях европейских ученых, заключает в себе 6 глав: в первых четырех излагается «прагматическая» история Китая до 221 года до P. X., пятая состоит почти вся из цитат, взятых из различных сочинений, с целью выяснить воззрения европейских синологов на древнюю историю Китая, а шестая посвящена вопросу, в чем заключается внутреннее содержание древней китайской истории и при каких предшествовавших условиях мыслимо было объединение Китайской империи императором Цинь-ши-хуан-ди. В январе 1886 года Г. начал чтение лекций в университете по китайской словесности в качестве приват-доцента; главным предметом его лекций была конфуцианская философия, древняя и новейшая. В декабре того же года он был избран членом-сотрудником Имп. Русского Археологического общества, в «Записках Восточного Отделения» (т. I, вып. 4) которого им помещена статья: «Древнейшие монеты китайцев» (выпущена и отдельным оттиском). 22 января 1889 года Г. защитил докторскую диссертацию: «Анализ иероглифической письменности китайцев, как отражающей в себе историю жизни древнего китайского народа» (СПб., 1889 г.). Это сочинение, как и напечатанное в 1888 г. другое сочинение: «О корневом составе китайского языка в связи с вопросом о происхождении китайцев» (СПб., 1888), заслуживает внимания по цели автора — применить методы, выработанные наукой при изучении индоевропейских языков к исследованиям относительно китайского языка.
Еще более важным является главный труд Георгиевского: «Принципы жизни Китая» (СПб., 1888 г.). Хотя этот труд, возбудивший оживленную полемику при своем появлении, и навлек на автора обвинение в чрезмерном увлечении Китаем и его цивилизацией, в излишней идеализации и даже в предвзятости, однако он, представляя очень много фактического материала, навсегда останется очень ценным вкладом в нашу литературу и, не давая отчетливой общей картины жизни Китая, хорошо знакомит с ее частностями. Два последних сочинения Г. «Важность изучения Китая» (СПб., 1890 г.) и «Мифические воззрения и мифы китайцев» (СПб., 1892 г.) имеют своей целью опровергнуть сложившееся мнение о Китае как царстве векового застоя, возбудить интерес к Срединному царству, его обитателям и к синологии. Из журнальных статей его важнейшие: «Два исследователя Китайской империи» («Вестник Европы», 1887 г., № 8), «Новая география Китая» («Русский Вестник», 1889 г., № 3) и «Мифические воззрения и мифы китайцев» («Русское Обозрение», 1891 г., № 10 и 11).
14 августа 1890 года Г. назначен экстраординарным профессором китайской словесности и в марте 1893 года командирован за границу для изучения предметов, относящихся к даосизму, в библиотеках Лондона, Парижа и Берлина. На возвратном пути скончался 26 июля 1893 года в г. Меце от переутомления усиленными занятиями.
Похоронен в г. Висбадене на Русском православном кладбище (могила б/н, центральная часть кладбища). Могила внесена в «Перечень находящихся за рубежом мест погребения, имеющих для Российской Федерации историко-мемориальное значение».

## Сочинения
- Георгиевский С. М. Первый период китайской истории (до императора Цинь-ши-хуан-ди). — СПб.: печ. А. Григорьева, 1885. — 321 с.
- Георгиевский С. М. О корневом составе китайского языка, в связи с вопросом о происхождении китайцев. — СПб.: тип. И.Н. Скороходова, 1888. — [4], 83, 176 с.
- Георгиевский С. М. Анализ иероглифической письменности китайцев, как отражающей в себе историю жизни древнего китайского народа. — СПб.: тип. И.Н. Скороходова, 1888. — 53, 127, [1] с.
- Георгиевский С. М. Принципы жизни Китая. — СПб.: А.Я. Панафидин, 1888. — XXII, 494, XVI с.
- Георгиевский С. М. Важность изучения Китая. — СПб.: тип. И.Н. Скороходова, 1890. — [4], 286, [1] с.
- Георгиевский С. М. Мифические воззрения и мифы китайцев : (С таблицами китайских иероглифов). — СПб.: тип. И.Н. Скороходова, 1892. — XIV, 118, XV с.